# Bíbor tinóru
A bíbor tinóru (Rubroboletus rhodoxanthus) a tinórufélék családjába tartozó, meleg lomberdőkben termő, mérgező gombafaj.

## Megjelenése
A bíbor tinóru kalapja 5-13 (20) cm átmérőjű, alakja domború, később kiterjed, esetleg szabálytalanná válik. Széle kissé hullámos. Alapszíne fehéresszürke vagy világosbarna, amelyet halványrózsaszín, téglavörös vagy bíborvörös árnyal, különösen a széle felé. Felülete sima, száraz, matt. Húsa vastag, kemény, színe élénksárga, sérülésre megkékül (a tönk húsa vágásra sárga marad). Szaga enyhén gyümölcsös, íze kellemes. 
Termőrétege pórusos, színe bíborvörös, sérülésre kékül.
Spórapora olívbarna. Spórái elliptikusak vagy orsó alakúak, méretük 10–15 x 4–5,5 μm. 
Tönkje 6-15 cm magas és 4-6 cm vastag. Alakja kezdetben tömzsi, alul megvastagodott, hagymaszerű; később oszlopszerű. Színe aranysárga, amelyet bíborvörös, finom, hálózatos mintázat borít. Idővel megvörösödik, főleg a tövénél. 

### Hasonló fajok
A szintén mérgező sátántinóruval lehet összetéveszteni. 

## Elterjedése és termőhelye
Európában honos, inkább a kontinens déli részén gyakori. Magyarországon ritka.
Meszes talajú hegyvidéki lomberdőkben a napsütéses erdőszéleken, vagy a melegebb, ligetes részeken lehet megtalálni. Júliustól októberig terem. 
Enyhén mérgező, emésztőrendszeri tüneteket okoz. Hosszas, legalább 20 perces főzés után a méreg lebomlik. 

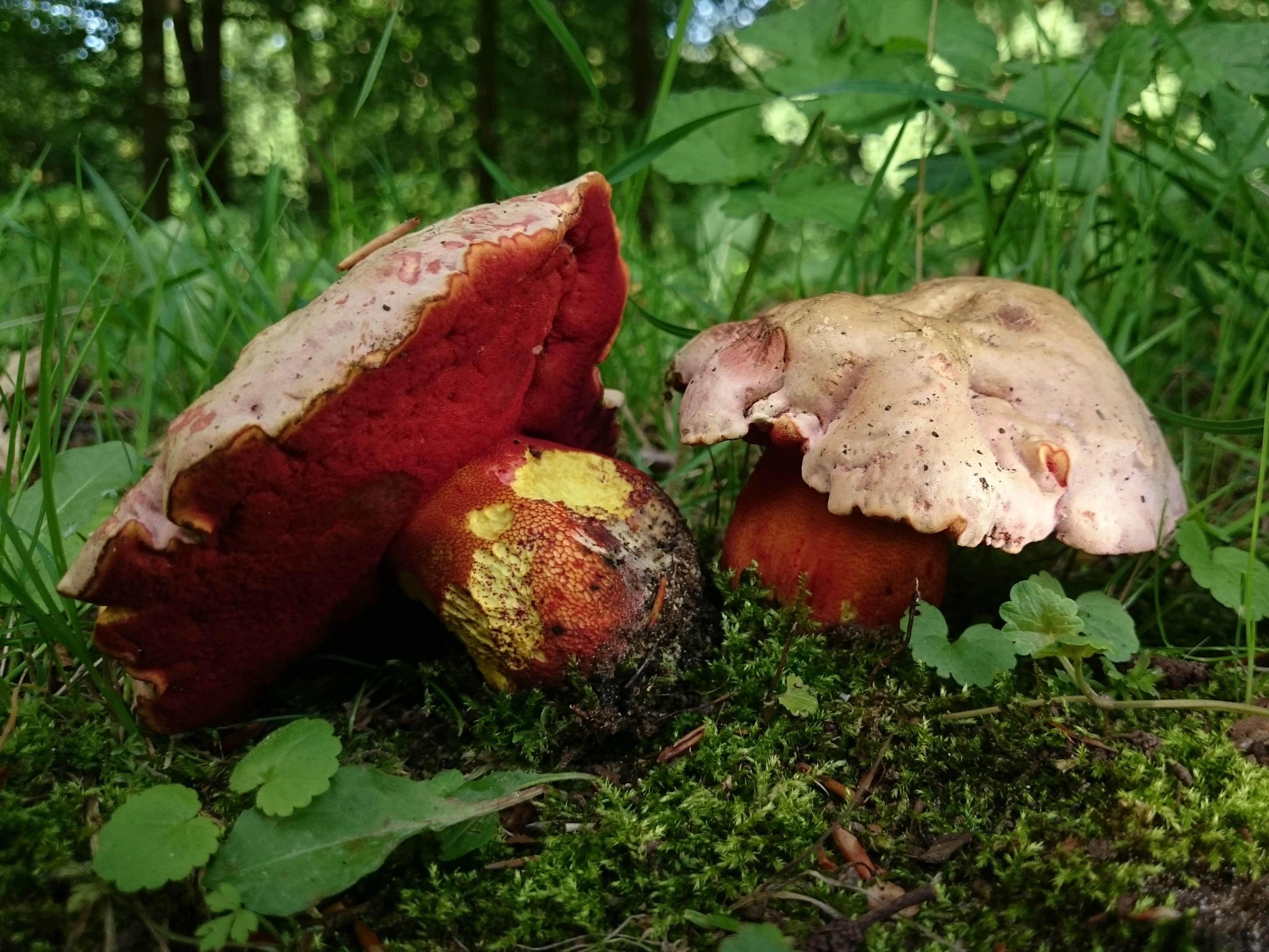
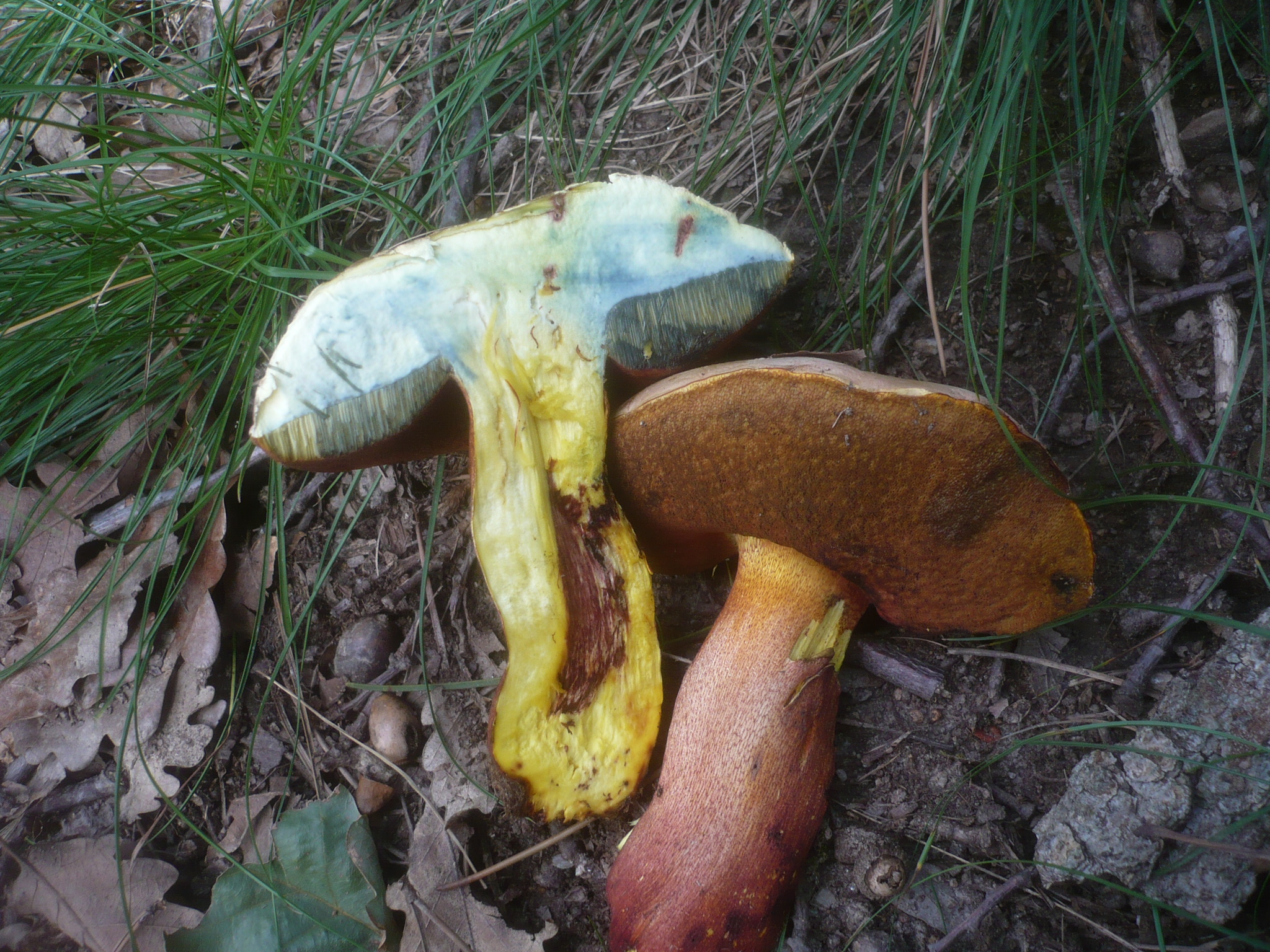
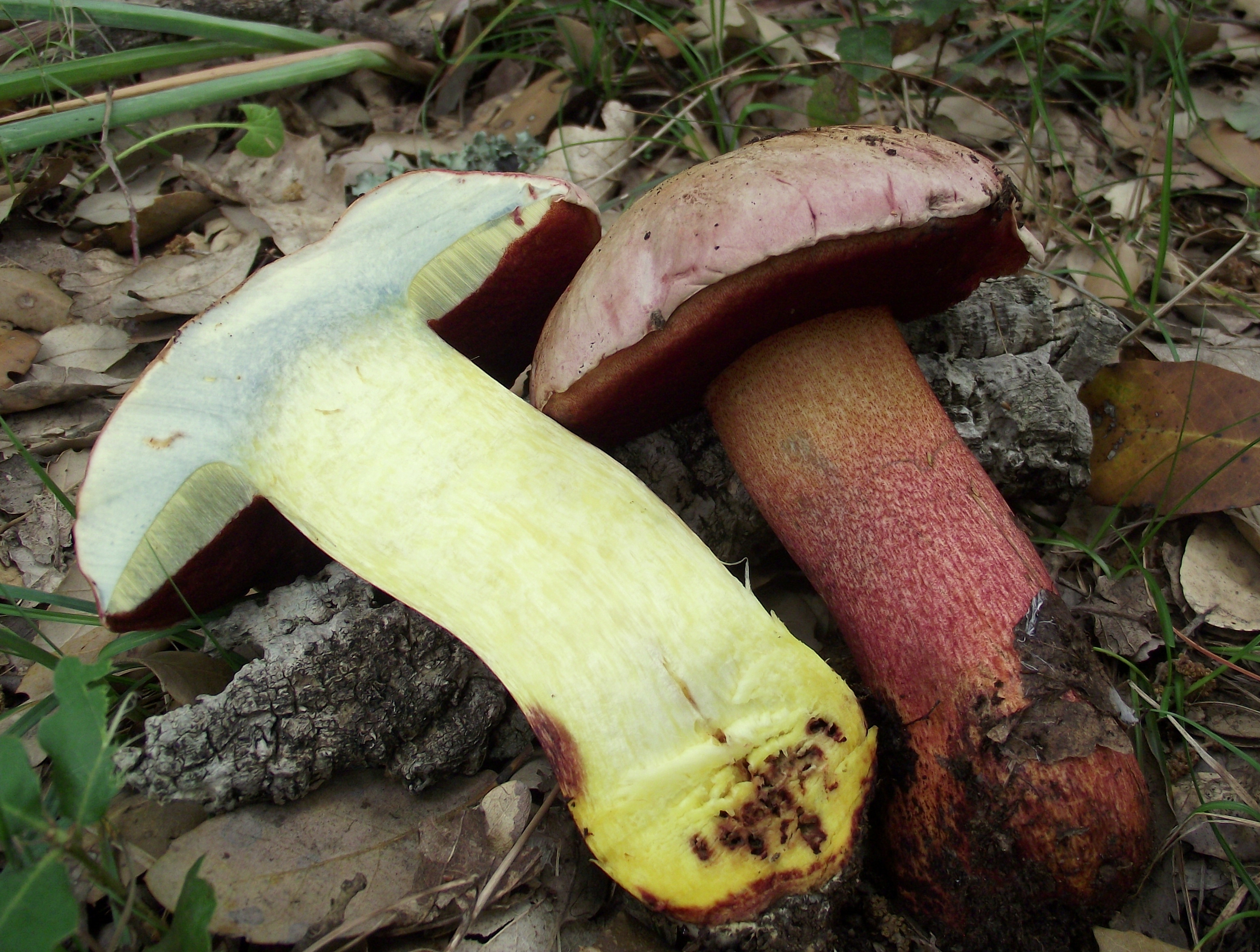
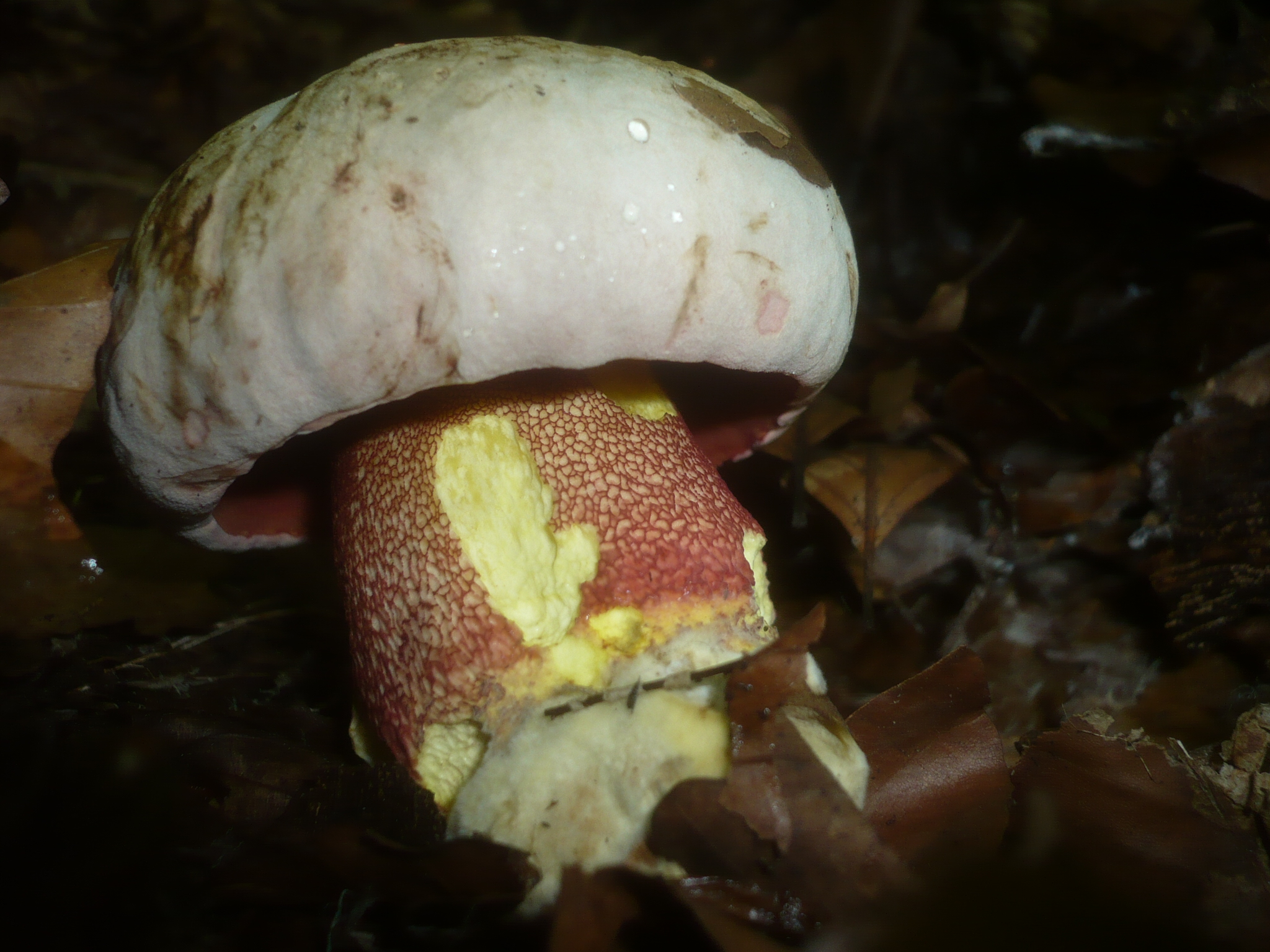
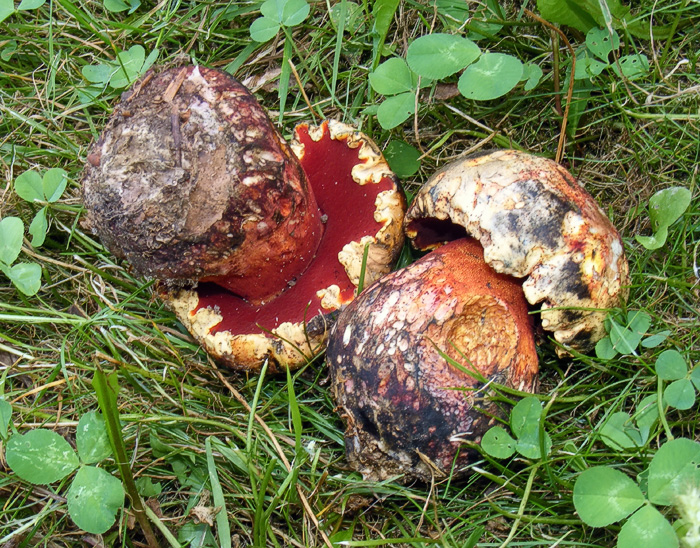